# Riserva naturale del Parco Burcina Felice Piacenza
La riserva naturale del Parco Burcina-Felice Piacenza è un'area naturale protetta di circa 57 ettari istituita nel 1980 con legge della Regione Piemonte e ubicata fra i comuni di Pollone e Biella. Il Comune di Biella è proprietario di quasi tre quarti dell'intera superficie.
L'escursione altimetrica varia dai 570 agli 829 metri sul livello del mare.
La riserva sorge sul colle, o bric, Burcina e si occupa della tutela delle caratteristiche naturali, ambientali e paesaggistiche della zona. Più specificatamente cura la valorizzazione delle attività della riserva stessa, oltre che della promozione dell'attività scientifica, culturale e didattica del luogo con un'attività che interessa il mondo della scuola.
La sua gestione è affidata all'Ente di gestione delle aree protette del Ticino e del Lago Maggiore

## Geografia
La Burcina è un arrotondato rilievo boscoso sulla cui cima passa il confine tra il comune di Pollone e quello di Biella.
Le sue pendici nord-orientali appartengono al bacino del torrente Oropa, mentre quelle esposte a sud-ovest, sulle quali è situato il parco, sono invece tributarie del torrente Oremo. Una sella a 730 metri di quota connette il Bric con il resto delle Alpi Biellesi.. Data la sua posizione relativamente isolata la Burcina è ben riconoscibile dalla maggior parte del territorio biellese.

## Archeologia
Alcuni ritrovamenti nell'area del parco attestano la presenza di Homo sapiens attorno ai 35.000 anni fa. Sul Bric Burcina è anche documentata la presenza di un insediamento protostorico risalente alle età del bronzo e del ferro.

## Storia
Costruito a imitazione dell'opera della natura, il parco è raggiungibile attraverso le principali vie di comunicazione che conducono a Biella.
È intitolato a Felice Piacenza, principale fautore dell'area verde e figlio di colui che ne acquistò per primo l'area, ovvero Giovanni Piacenza, industriale del settore della lana, nativo di Pollone, che nella prima metà dell'Ottocento decise di adibire a parco il colle della Burcina ispirandosi allo stile del giardino paesistico in voga in Inghilterra fin dal XVIII secolo.

Statua a Felice Piacenza

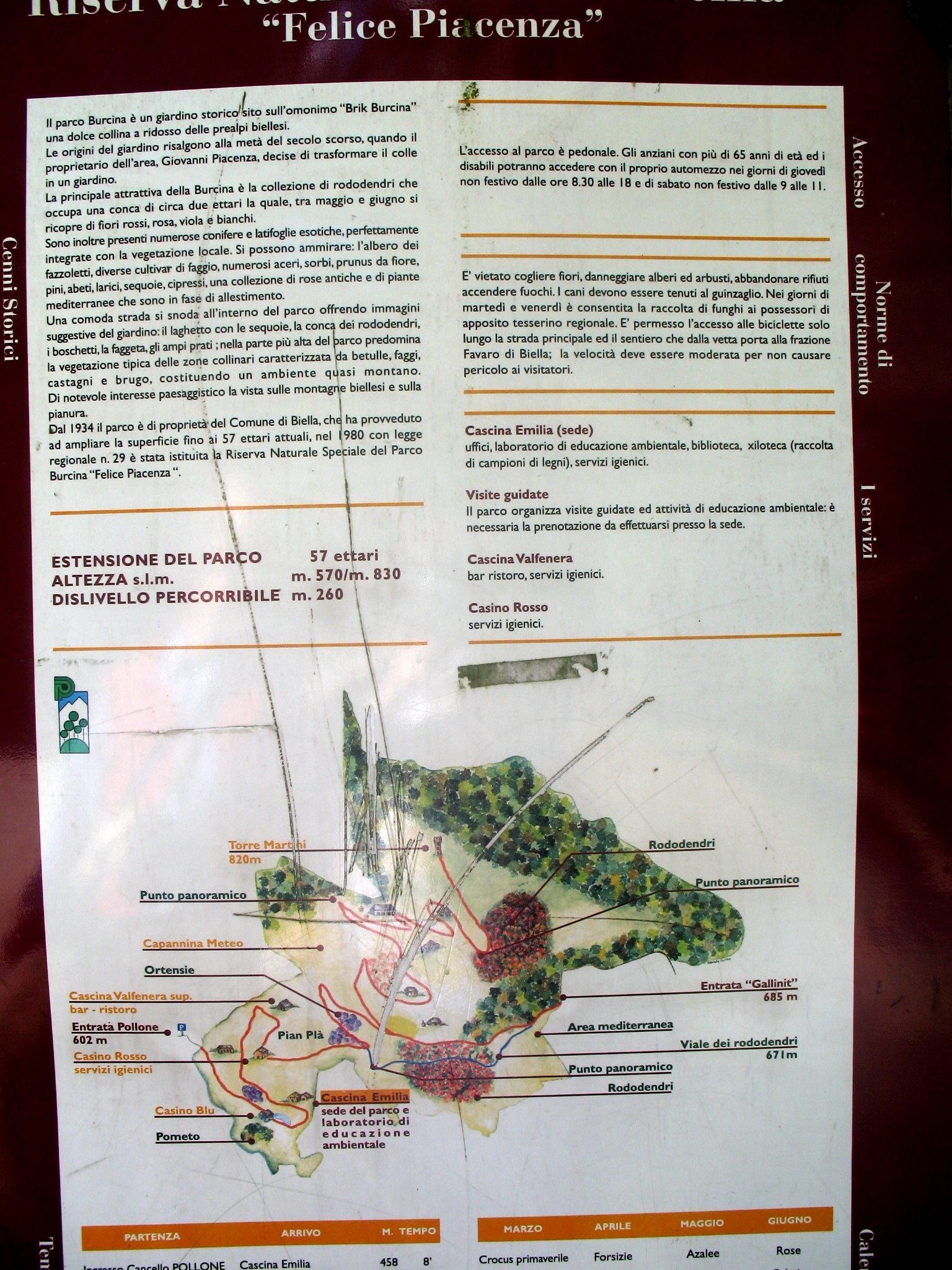
Pianta della riserva

Le prime piante esotiche ad essere impiantate (prettamente grosse sequoie) riguardarono la parte bassa della collina dove, contestualmente alla creazione dei primi sentieri, venne realizzato nel 1848 un piccolo laghetto con fontane, presente ancor oggi.
L'opera di ampliamento del parco fu poi portata avanti da Felice Piacenza che vi dedicò oltre cinquant'anni della sua vita, facendo realizzare una spettacolare conca di rododendri e implementando la realizzazione di sentieri, strade e vialetti oltre naturalmente la messa a dimora di ulteriori specie esotiche.
Acquisito dal Comune di Biella nel 1934, il parco ha visto poi il realizzarsi nel secondo dopoguerra ulteriori modifiche con l'apertura di un nuovo varco di accesso con un ponte sul rio Vandorba, progettato dall'architetto Pietro Porcinai. Venne inoltre posto un busto in bronzo dedicato a Felice Piacenza, opera dello scultore Leonardo Bistolfi. Nel 1959 si ebbe infine il ritrovamento di materiali archeologici primordiali quali, fra l'altro, alcune asce ed una brocca in bronzo.

## Cronologia essenziale

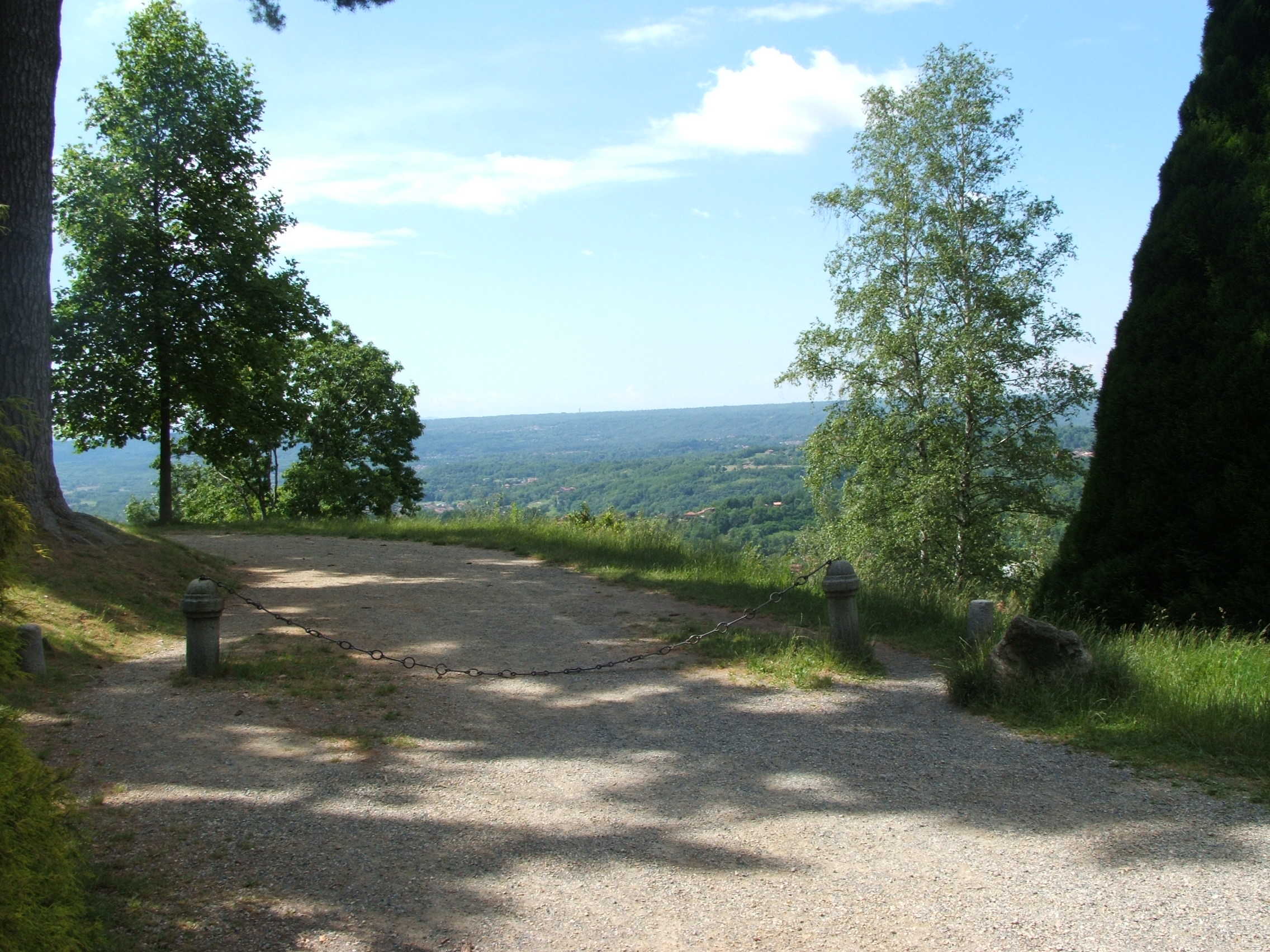
Parco della Burcina - accesso alla conca dei rododentri. Sullo sfondo la collina morenica della Serra di Ivrea

- Anni 1850: l'industriale Giovanni Piacenza (1811 - 1883) acquisisce parte del colle Burcina per creare un parco botanico
- Anni 1900: Felice, figlio di Giovanni (1843 - 1938), implementa l'opera avviata dal padre
- Anni 1930: il Comune di Biella acquisisce - 1934 - il parco, ampliandone via via la superficie fino agli attuali 57 ettari
- Anni 1950:
  - Enzo, figlio di Felice (1892 - 1968), secondo il volere del padre dona, nell'anno 1950, un nuovo ingresso al parco verso l'abitato di Pollone
  - nel 1959 vengono effettuati sul colle Burcina ritrovamenti archeologici
- Anni 1960: nel 1967 un violento tornado colpisce tutto il biellese danneggiando fortemente anche il parco
- Anni 1980:
  - il 24 aprile 1980 viene istituita con legge della Regione Piemonte la Riserva naturale speciale Parco Burcina-Felice Piacenza
  - Guido, figlio di Enzo, assume la presidenza dell'Ente Gestione Parco

## Culla di rododendri, imitazione della natura
Dal parco della Burcina - come viene semplicemente chiamato - è possibile osservare un panorama a centottanta gradi che si estende dal complesso collinare morenico della Serra di Ivrea fino alla pianura del biellese in direzione del Canavese (Torino) e delle risaie del vercellese.
Il parco è fornito di tre varchi di accesso: uno alla base, uno a media altura ed uno nella parte più alta. Interamente pedonalizzato (l'accesso in auto ai disabili è consentito nella sola giornata del giovedì), è conosciuto in tutto il mondo per la sua eccezionale conca dei rododendri, a cui sono riservati circa due ettari su cinquantasette del complesso e la cui massima fioritura si ha nei mesi di maggio e giugno.

## Il parco-giardino

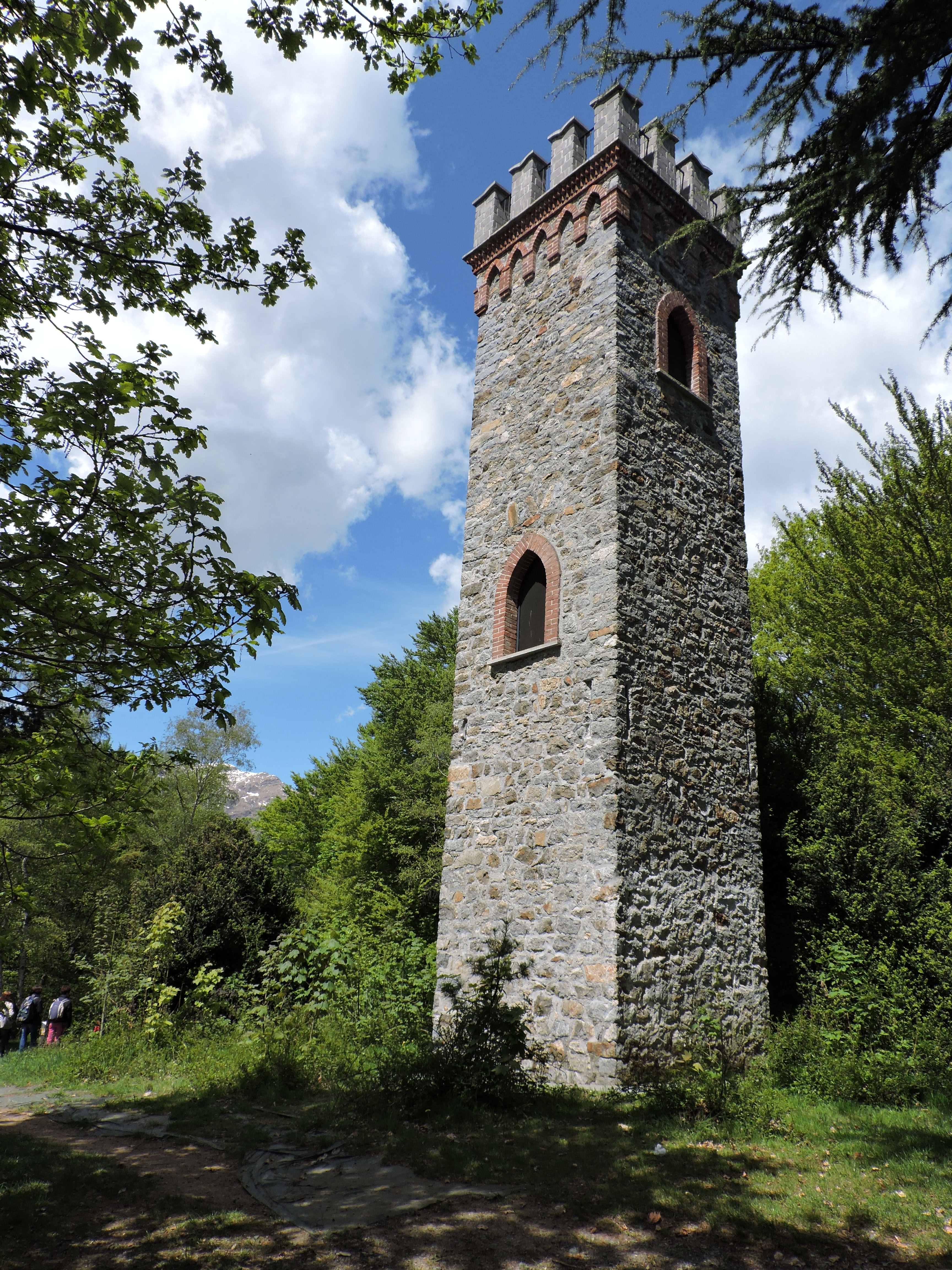
La Torre Martini

Il bosco fa da sfondo naturale al Parco della Burcina, la cui vetta è raggiungibile da una strada che conduce alla sovrastante Torre Martini.
Il giardino, di carattere paesistico, è stato progettato volutamente in maniera informale e tale da esaltarne la spettacolarità sotto l'aspetto naturalistico. Solo in apparenza le piante sono disposte con apparente casualità, intendendo con ciò imitare quanto avviene in natura. I boschi interni si alternano a prati e radure e grandi alberi si innalzano isolati mostrando la loro maestosità.
Le specie esotiche sono state inserite nella flora locale che comprende le latifoglie tipiche delle latitudini dell'area mediterranea:
- faggio
- castagni
- acero
- fràssino
- quercia
- ciliegio
- betulla

## Calendario delle fioriture
La vegetazione della Riserva naturale della Burcina ha una fioritura e una fruttificazione che va da marzo ad ottobre:
| marzo                                                       | aprile                         | maggio                                                                                 | giugno                                           |
| ----------------------------------------------------------- | ------------------------------ | -------------------------------------------------------------------------------------- | ------------------------------------------------ |
| - crocus primaverile - camelie - eriche - narcisi - ciliegi | - forsizie - magnolie - spiree | - Davidia involucrata (albero dei fazzoletti) - azalee - rododendri - cisti - cornioli | - rose - kalmie - liriodendri - cisti - castagni |

| luglio     | agosto               | settembre       | ottobre                        |
| ---------- | -------------------- | --------------- | ------------------------------ |
| - ortensie | - ortensie - calluna | - eriche - mele | - colorazione autunnale - mele |

## Fauna del parco
All'interno della Riserva si trovano, dislocati lungo il percorso, alcuni edifici che ricalcano nella struttura architettonica le tipiche case contadine della provincia di Biella e della vicina Valsesia. Si tratta di un gruppo di piccole cascine e casini dai nomi curiosi (Emilia, Bigatta, Filarmonica, Merlo, Lorenzo, Guglielmina e Venfenera superiore e inferiore, oltre alla Casa Blu e alla Casa Rossa) adibitati alla custodia dei materiali per la manutenzione del giardino. 

Generalmente a due piani, ospitavano al piano terra la stalla per i bovini, una cucina con camino e il cròtin - sorta di piccola nicchia ad uso cantina - per la conservazione dei formaggi); al piano superiore erano sistemate le stanze da letto con a fianco il fienile all'aperto.

(Nell'immagine: un casino vicino al laghetto da cui prende avvio la passeggiata nel parco)
Il Parco della Burcina presenta interessanti aspetti anche sul piano faunistico e dello birdwatching.
Le specie di mammiferi presenti sono:
- scoiattolo
- moscardino
- arvicola
- riccio
- volpe
- tasso
- lepre

Gli uccelli, stanziali o di passo, che è possibile osservare sono:
- passero
- pettirosso
- capinera
- cincia
- fringuello
- merlo
- zigolo
- sparviero
- frosone
- balia nera
- gazza
- ghiandaia
- cornacchia
- corvo
- corvo imperiale

## Galleria d'immagini
|  |  |  |  |